# Richland (Teksas)
Richland je gradić u američkoj saveznoj državi Teksas. Prema popisu stanovništva iz 2010. u njemu je živjelo 264 stanovnika.